# Vlag van Orthen

Dorpsvlag van Orthen

De vlag van Orthen werd op 24 april 2005 door het Nederlandse dorp Orthen in gebruik genomen.
De vlag heeft een verhouding van 2:3. De kleur van de vlag is geel, met daarin 3 rode molenijzers. Twee molenijzers aan de bovenkant en een in het midden aan de onderkant.
De dorpsvlag is ontworpen door Heemkundekring de Orthense Schaar. De vlag is gelijk aan het wapen.

Wapen van Orthen

Acht
· Alphen
· Bavel
· Berghem
· Berlicum
· Biest-Houtakker
· Borkel en Schaft
· Chaam
· Cromvoirt
· Cuijk
· Den Dungen
· Dinteloord
· Effen
· Esch
· Galder
· Geeren-Noord
· Gemonde
· Haagse Beemden
· Haaren
· Halsteren
· Helvoirt
· Herpen
· Heusden
· Langenboom
· Leur
· Megen, Haren en Macharen
· Moergestel
· Nieuw-Vossemeer
· Nuland
· Olland
· Orthen
· Princenhage
· Ravenstein
· Rosmalen
· Sint-Michielsgestel
· Sprang
· Steenbergen
· Strijbeek
· Teteringen
· Ulvenhout
· Udenhout
· Velp
· Vierlingsbeek
· Waspik
· Wintelre